# 長岡裕也
長岡 裕也 （ながおか ゆうや、1985年8月18日 -） は、将棋棋士。米長邦雄永世棋聖門下。棋士番号は256。東京都八王子市出身。

## 棋歴
少年時代は、羽生善治も通っていた八王子将棋クラブにて腕を磨く。
第33回(2003年度前期)より三段リーグに参加。初参加の第33回リーグでは6勝12敗と苦戦したが、第34回（2003年度後期）では10勝8敗、第35回（2004年度前期）では12勝6敗と、コンスタントに成績を向上させ、4期目の第36回（2004年度後期）三段リーグにおいて、14勝4敗の成績を修めた結果、広瀬章人に次ぐ2位での四段昇段・プロ入りを決めた。

### プロ入り後
順位戦初参加となる第64期（2005年度）では勝ち星に恵まれず2勝8敗と大敗し降級点を喫した。当時長岡の年齢は20歳だったが、20歳以下で順位戦における降級点を取得したケースは、日本将棋連盟が「将棋年鑑」で前年度の順位戦の全結果を公にし始めた1968年以降、長岡以外確認されていない。尚、B級2組以下の順位戦が1期あたり10戦に定着した第27期（1972年度）以降、初参加の順位戦で2勝8敗に留まった棋士は長岡の他に熊坂学（第61期）・竹内雄悟（第72期）・横山友紀（第81期）がいる。
第16期銀河戦（2008年度）の本戦ブロック戦で4連勝。ブロック内最多連勝者として進出した決勝トーナメントでは1回戦で佐藤康光棋王(当時)と対戦し敗退。
竜王戦では、第22期6組（2009年度）で決勝進出。決勝で稲葉陽に敗れ本戦進出を逃すが、準優勝により5組へ昇級。初の5組で迎えた翌第23期（2010年度）では準決勝で神崎健二に、3位決定戦(昇級者決定戦の決勝)で田村康介に、それぞれ敗れたものの、4組欠員補充のための5位決定戦（2010年11月2日）で小倉久史に勝ち、4組へ昇級。竜王戦の昇段規定（竜王ランキング戦2期連続昇級）により同日付で五段昇段。五段昇段時点での通算成績は89勝89敗の勝率5割であった。昇級後の竜王戦4組では苦戦が続き、第24期竜王戦では残留決定戦で1勝したのみ、第25期竜王戦では開幕から3連敗を喫して、5組に降級となった。
順位戦では初参加期(上述)に降級点を喫して以降、第67期で7勝3敗と健闘したことはあるもののC級1組昇級には至らず、第70期（2011年度）では4回戦から6連敗して3勝7敗と大敗し、2つ目の降級点を喫した
フリークラス降級の危機に瀕した状況で迎えた翌第71期（2012年度）でも中終盤で負けが込み、3勝6敗で迎えた最終局10回戦で西尾明に敗れれば3つ目の降級点で順位戦陥落となる状況であったが、この対局に勝ち陥落を回避した。
翌第72期（2013年度）では白星を重ね、5勝4敗で迎えた最終局10回戦で佐藤和俊に勝利し勝ち越し（6勝以上）となった場合は、降級点を2つから1つに抹消できる状況であったが、この対局に敗れた。ただし、次期「指し分け5勝」で降級点を1つ消去することが可能な状況となった。
翌第73期(2014年度)では3回戦から6回戦まで4連敗を喫した以外は勝ち続け、4勝4敗で迎えた9回戦・田中悠一戦が不戦勝となり5勝目を挙げ、降級点を2つから1つに消去した、当期は最終局10回戦も佐藤紳哉に勝利し、6勝4敗と6期ぶりに勝ち越した。
第21期(2013年度)銀河戦の本戦(ブロック戦)で8連勝。それにより進出した決勝トーナメントでは1回戦で豊島将之と対戦し敗退。銀河戦におけるブロック戦での8連勝は、第10期(2002年度)に現行の8ブロック(各12人)制になって以降、第14期の北島忠雄及び第31期の伊藤匠と並ぶ最多タイ記録として2024年度現在も更新されていない。
上述のとおり、第73期順位戦C級2組で降級点を1つ抹消したものの、第77期(2018年度)C級2組で2勝8敗として再度2つ目の降級点を喫した。続く第78期、第79期を2期連続で4勝6敗の負け越しとするも3つ目の降級点には至らず、第80期(2021年度)で6勝4敗と6期ぶりに勝ち越し、二度目の降級点消去（2→1）となった。
しかし翌第81期C級2組(2022年度)では2勝8敗の成績として、三たび2つ目の降級点を喫した。第82期(2023年度)も4勝6敗と負け越した。
第83期(2024年度)も3勝6敗と負けが先行する成績で最終10回戦を迎え、10回戦の宮嶋健太戦に勝てば降級点を回避することができる状況であったが、この対局に敗れ3つ目の降級点を喫し順位戦から陥落、2025年度からフリークラスへ編入となった。この対局までの通算成績は264勝336敗(勝率0.440)、長岡がプロ入りしてから600局目の公式戦で、順位戦には延べ20年在籍し陥落までの順位戦成績は通算85勝115敗だった。
2025年度から編入となったフリークラスでの長岡の在籍期限は、編入から10年後の2035年度末（2035年3月31日）となる。
竜王戦においても、上述の連続昇級以降、昇級の実績は無く、5組に在位して迎えた第31期(2018年度)ではランキング戦(近藤誠也戦)・昇級者決定戦(堀口一史座戦)・残留決定戦(安用寺孝功戦)をいずれも敗北し、翌第32期(2019年度)以降は6組に在位している。
2023年4月までに、所属を関西本部に移籍した。

## 棋風
プロ入り当初は振り飛車党で、特に三間飛車、四間飛車を好んで指していた。特に三間飛車については、「後手番での石田流を成立させる」というコンセプトに基づいた2手目△3二飛戦法を2007年12月11日の竜王戦6組で佐藤天彦を相手に公式戦で初めて採用し、後述の棋書を出した程である。しかし、奨励会時代は居飛車党で、プロ入りから一定年数が経過して以降、再び居飛車党に転向し、横歩取り・角換わりなどの最新形を好んで指す。
序盤の戦術に精通しており、その知識には羽生善治も一目置いているとされる。その縁か、羽生から誘われる形で研究会を行っている。著作多数(後述)。

## 人物・エピソード
- 奨励会在籍中は、タイトル戦の記録係を務めることが多く、丁寧な文字と正確な仕事ぶりから「名記録係」と評されたこともある[9]。しかしこれは四段昇段にもたついていたことを意味するため、「定着したくない」と発奮したのが飛躍のきっかけとなった[9]。
- こころ絵作家みどり(イラストレーター・絵本作家)は、長岡の妹である[10]。
- 2012年5月18日の棋王戦予選4回戦(及川拓馬戦)では、1976年以降の棋界関係者用データベースに記録されている範囲内で史上最短手数となる116手で持将棋が成立した[11]。指し直し局は長岡が制した。
- 序盤の知識を買われて、2013年3月1日の順位戦A級最終日のニコニコ生放送中継、2013年11月2日に行われた将棋電王トーナメント予選リーグ（ニコニコ生放送で中継）では、タブレット端末を片手に進行・実況解説を務めた。

## 昇段履歴
昇段規定は、将棋の段級 を参照。
- 1997年00月00日 ： 6級 = 奨励会入会
- 2001年00月00日 ： 初段
- 2002年10月00日 ： 三段（第33回奨励会三段リーグ〈2003年度前期〉より三段リーグ）
- 2005年04月01日 ： 四段（第36回奨励会三段リーグ成績2位） = プロ入り [12]
- 2010年11月02日 ： 五段（竜王ランキング戦連続2回昇級、通算89勝89敗）[13][注釈 5]
- 2020年12月10日 ： 六段（勝数規定／五段昇段後公式戦120勝、通算209勝262敗）[15][注釈 12]

## 主な成績

### 在籍クラス
| 開始 年度 | (出典)順位戦出典 | (出典)順位戦出典 | (出典)順位戦出典 | (出典)順位戦出典 | (出典)順位戦出典 | (出典)順位戦出典 | (出典)順位戦出典 | (出典)順位戦出典 | (出典)竜王戦出典 | (出典)竜王戦出典 | (出典)竜王戦出典 | (出典)竜王戦出典 | (出典)竜王戦出典 | (出典)竜王戦出典 | (出典)竜王戦出典 | (出典)竜王戦出典 | (出典)竜王戦出典 | (出典)竜王戦出典 |
| 開始 年度 | 期               | 名人             | A級              | B級              | B級              | C級              | C級              | 0                | 期               | 竜王             | 1組              | 2組              | 3組              | 4組              | 5組              | 6組              | 決勝 T           |                  |
| 開始 年度 | 期               | 名人             | A級              | 1組              | 2組              | 1組              | 2組              | 0                | 期               | 竜王             | 1組              | 2組              | 3組              | 4組              | 5組              | 6組              | 決勝 T           |                  |
| --- | ---------------- | ---------------- | ---------------- | ---------------- | ---------------- | ---------------- | ---------------- | ---------------- | ---------------- | ---------------- | ---------------- | ---------------- | ---------------- | ---------------- | ---------------- | ---------------- | ---------------- | ---------------- |
| 2005 | 64               |                  |                  |                  |                  |                  | C245x            | 2-8              | 19               |                  |                  |                  |                  |                  |                  | 6組              | --               |                  |
| 2006 | 65               |                  |                  |                  |                  |                  | C242*            | 5-5              | 20               |                  |                  |                  |                  |                  |                  | 6組              | --               |                  |
| 2007 | 66               |                  |                  |                  |                  |                  | C223*            | 5-5              | 21               |                  |                  |                  |                  |                  |                  | 6組              | --               |                  |
| 2008 | 67               |                  |                  |                  |                  |                  | C225*            | 7-3              | 22               |                  |                  |                  |                  |                  |                  | 6組              | --               |                  |
| 2009 | 68               |                  |                  |                  |                  |                  | C213*            | 4-6              | 23               |                  |                  |                  |                  |                  | 5組              |                  | --               |                  |
| 2010 | 69               |                  |                  |                  |                  |                  | C230*            | 4-6              | 24               |                  |                  |                  |                  | 4組              |                  |                  | --               |                  |
| 2011 | 70               |                  |                  |                  |                  |                  | C227*x           | 3-7              | 25               |                  |                  |                  |                  | 4組              |                  |                  | --               |                  |
| 2012 | 71               |                  |                  |                  |                  |                  | C238**           | 4-6              | 26               |                  |                  |                  |                  |                  | 5組              |                  | --               |                  |
| 2013 | 72               |                  |                  |                  |                  |                  | C233**           | 5-5              | 27               |                  |                  |                  |                  |                  | 5組              |                  | --               |                  |
| 2014 | 73               |                  |                  |                  |                  |                  | C226*+           | 6-4              | 28               |                  |                  |                  |                  |                  | 5組              |                  | --               |                  |
| 2015 | 74               |                  |                  |                  |                  |                  | C216*            | 7-3              | 29               |                  |                  |                  |                  |                  | 5組              |                  | --               |                  |
| 2016 | 75               |                  |                  |                  |                  |                  | C210*            | 5-5              | 30               |                  |                  |                  |                  |                  | 5組              |                  | --               |                  |
| 2017 | 76               |                  |                  |                  |                  |                  | C222*            | 3-7              | 31               |                  |                  |                  |                  |                  | 5組              |                  | --               |                  |
| 2018 | 77               |                  |                  |                  |                  |                  | C237*x           | 2-8              | 32               |                  |                  |                  |                  |                  |                  | 6組              | --               |                  |
| 2019 | 78               |                  |                  |                  |                  |                  | C244**           | 4-6              | 33               |                  |                  |                  |                  |                  |                  | 6組              | --               |                  |
| 2020 | 79               |                  |                  |                  |                  |                  | C238**           | 4-6              | 34               |                  |                  |                  |                  |                  |                  | 6組              | --               |                  |
| 2021 | 80               |                  |                  |                  |                  |                  | C236*+           | 6-4              | 35               |                  |                  |                  |                  |                  |                  | 6組              | --               |                  |
| 2022 | 81               |                  |                  |                  |                  |                  | C220*x           | 2-8              | 36               |                  |                  |                  |                  |                  |                  | 6組              | --               |                  |
| 2023 | 82               |                  |                  |                  |                  |                  | C247**           | 4-6              | 37               |                  |                  |                  |                  |                  |                  | 6組              | --               | 1-2              |
| 2024 | 83               |                  |                  |                  |                  |                  | C247**x          | 3-7              | 38               |                  |                  |                  |                  |                  |                  | 6組              | --               |                  |
| 2025 | 84               |                  |                  |                  |                  |                  |                  | F編              | 38               |                  |                  |                  |                  |                  |                  | 6組              | --               | -                |
| 順位戦、竜王戦の 枠表記 は挑戦者。右欄の数字は勝-敗(番勝負/PO含まず)。 順位戦の右数字はクラス内順位 ( x当期降級点 / *累積降級点 / +降級点消去 ) 順位戦の「F編」はフリークラス編入 /「F宣」は宣言によるフリークラス転出。 竜王戦の 太字 はランキング戦優勝、竜王戦の 組(添字) は棋士以外の枠での出場。 |                  |                  |                  |                  |                  |                  |                  |                  |                  |                  |                  |                  |                  |                  |                  |                  |                  |                  |

### 年度別成績
- 2024年度
  - 年度成績：34局 15勝19敗・勝率0.4411 [19]
  - 通算成績：602局 264局338敗・勝率0.4385 [20]

## 出演

### ウェブテレビ
- 電王戦×TOYOTA「リアル車将棋」（2015年2月8日、ニコニコ生放送）[21]　早稲田大学自動車部チーム・サポート棋士

## 著書
- 2手目の革新 3二飛戦法（2008年8月、毎日コミュニケーションズ、ISBN 978-4-8399-2935-0）
- 新鋭振り飛車実戦集（2008年2月、毎日コミュニケーションズ、ISBN 978-4-8399-2769-1）- 戸辺誠・遠山雄亮・高崎一生との共著
- 長岡研究ノート 振り飛車編（2013年7月、マイナビ出版、ISBN 978-4-8399-4786-6）
- 長岡研究ノート 相居飛車編（2013年10月、マイナビ出版、ISBN 978-4-8399-4857-3）
- ひと目の中飛車（2014年2月、マイナビ出版、ISBN 978-4-8399-5074-3）
- ひと目の石田流（2014年7月、マイナビ出版、ISBN 978-4-8399-5246-4）
- ひと目の角換わり（2015年1月、マイナビ出版、ISBN 978-4-8399-5459-8）
- ひと目の横歩取り（2016年1月、マイナビ出版、ISBN 978-4-8399-5771-1）
- 四間飛車で勝つための15の心得（2016年11月、マイナビ出版、ISBN 978-4-8399-6040-7）
- 全戦法対応 将棋・基本定跡ガイド（2017年12月、マイナビ出版、ISBN 978-4-8399-6527-3）
- 神速！角換わり▲２五歩型 必勝ガイド（2018年12月、マイナビ出版、ISBN 978-4-8399-6797-0）
- 羽生善治×AI（2019年1月、宝島社、ISBN 978-4800291660）
- 中飛車粉砕！超速▲３七銀戦法のすべて（2020年1月、マイナビ出版、ISBN 978-4-8399-7135-9）